# オレとシャム猫
オレとシャム猫（オレとシャムねこ）は、1969年（昭和44年）にTBS系で放送されていたテレビドラマ。

## 概要
元弁護士の青年・根井田二郎と、泥棒をやめて更生しようと服飾店を経営する若い三人の娘が社会悪に立ち向かう。
オープニングに軽快なアニメーションを使い、お色気やアクション、コメディーなどを織り交ぜた娯楽作品に仕上がっている。
1969年4月から同年9月の間は、プロ野球ナイター中継と交互に放送されていた。
主役である根井田二郎役の石坂浩二は、NHK大河ドラマ『天と地と』出演で多忙となったため、第10話より松川勉が、根井田を助ける弁護士・深尾龍太役でレギュラー出演した。

## 放送データ
- 放送期間：1969年2月5日 - 1969年9月24日
- 放送話数：全24話
- 放送時間：毎週水曜日21:00 - 21:30
- 放送局：TBS系
- 制作：TBS、国際放映
- モノクロ作品

## キャスト
- 根井田二郎：石坂浩二
- 菱田芳子（ルパン）：若林映子
- 原稲子（グズ）：原田糸子
- 奈々山るみ（バクダン）：小山ルミ
- 三平純子（チョンボ）：藤江リカ
- 深尾龍太：松川勉（第10話より）
- アヒル刑事 ：柳谷寛

## スタッフ
- プロデューサー：梅村幹比古
- 脚本：高久進、市川森一、伴田究、上原正三、藤川桂介、服部佳、内田弘三、羽生のり子、西田一夫、吉岡道夫、若槻文三、宮川一郎、小山幹夫、大川久男、下飯坂菊馬、瀬川昌治
- 監督：福田純、小山幹夫、瀬川昌治、土屋啓之助、松林宗恵、板谷紀之、鍛冶昇、榎本冨士夫
- 音楽：渡辺宙明
- 撮影：秋元茂
- 照明：金井道朗
- 録音：大野久男、成田茂
- 編集：鹿島秀男
- 美術：大塚実
- 衣裳デザイナー：三上千代
- 現像：TBS映画社
- 動画：東京ムービー 芝山努（Aプロ）
- 制作担当：真海洋
- 制作：TBS、国際放映

## 放送リスト
| 話数 | 放送日        | サブタイトル                             | 脚本              | 監督       | ゲスト                                                               |
| ---- | ------------- | ---------------------------------------- | ----------------- | ---------- | -------------------------------------------------------------------- |
| 1    | 1969年 2月5日 | ドラ猫は夜中に散歩する                   | 高久進 市川森一   | 福田純     | 高城淳一、内藤綱男                                                   |
| 2    | 2月12日       | 現ナマは殺しがお好き                     | 市川森一          | 福田純     | 服部マリ、青木義朗、奥野匡                                           |
| 3    | 2月19日       | 明日（あす）に別れの拳銃を               | 市川森一          | 小山幹夫   | 柳沢真一、安藤三男                                                   |
| 4    | 2月26日       | 死神よ！名画をどうぞ!!                   | 内田弘三          | 小山幹夫   | 牧紀子、小坂一也                                                     |
| 5    | 3月5日        | 強盗はベルを二度鳴らす                   | 瀬川昌治 大川久男 | 瀬川昌治   | 八代万智子、天本英世、谷村昌彦、海野かつを                           |
| 6    | 3月12日       | 殺しやから愛をこめて                     | 羽生のり子        | 土屋啓之助 | 水上竜子、仙波一之、細川俊之                                         |
| 7    | 3月19日       | 電気椅子に坐ったアヒル                   | 市川森一          | 土屋啓之助 | 森山周一郎、親桜子、伊丹十三、鮎川浩、奥村公延、木下秀雄             |
| 8    | 3月26日       | 地獄のモードに明日はない                 | 西田一夫          | 松林宗恵   | 六本木真、大木正司、都築克子、加賀邦男、白木マリ、石山克己、山田禅二 |
| 9    | 4月2日        | ドラ猫は一回勝負する                     | 瀬川昌治 大川久男 | 松林宗恵   | 睦五朗、片山明彦                                                     |
| 10   | 4月9日        | 野獣暁に死す                             | 高久進            | 土屋啓之助 | 谷津勲、峰恵研、作間功、加川淳子、沖順一郎                           |
| 11   | 4月23日       | 水曜日には鼠を殺せ                       | 市川森一          | 土屋啓之助 | 夏海千佳子、池田忠夫                                                 |
| 12   | 5月7日        | あなたは喪服 あたしは棺桶                | 服部佳            | 土屋啓之助 | 吉田義夫、加茂良子、紅理子                                           |
| 13   | 5月14日       | 監獄へ行ってみませんか?                  | 吉岡道夫          | 板谷紀之   | 井上博、宮口二郎、稲吉靖、梅津栄、天草四郎                           |
| 14   | 5月28日       | 妖気の館                                 | 高久進            | 鍛冶昇     | 宇佐美淳也、青柳美枝子、高木門                                       |
| 15   | 6月11日       | ダイヤル4は死のナンバー                  | 高久進 西田一夫   | 榎本冨士夫 | 堀井永子、成田光子、井波健、阿部希郎                                 |
| 16   | 6月25日       | 裸体（はだか）で殺さないで               | 市川森一          | 板谷紀之   |                                                                      |
| 17   | 7月9日        | 死を招く幽霊                             | 伴田究            | 鍛冶昇     | 上野山功一、日高ゆりえ                                               |
| 18   | 7月16日       | サヨナラの後で殺して                     | 上原正三          | 鍛冶昇     | 牧紀子、山田真二、尾藤イサオ                                         |
| 19   | 7月23日       | 屍体（したい）がサウナにやって来た       | 服部佳            | 土屋啓之助 | 瞳麗子、若宮隆二、小倉雄三、丘ゆり子、五條真紀、水上情二、大友町子   |
| 20   | 8月13日       | 道頓堀（トンボリ）のドラ猫がやって来た！ | 若槻文三          | 榎本冨士夫 | 森健二、西岡慶子、志麻ゆき、清川新吾、渡辺高光、山口譲、松島映一     |
| 21   | 8月27日       | ポケット一杯の恐怖                       | 下飯坂菊馬        | 土屋啓之助 | 浜村純                                                               |
| 22   | 9月10日       | 黄金の腕を持つ男                         | 藤川桂介          | 榎本冨士夫 |                                                                      |
| 23   | 9月17日       | 殺された青春                             | 小山幹夫          | 榎本冨士夫 | 三條美紀、三条泰子、池田昌子                                         |
| 24   | 9月24日       | お願い！愛して                           | 宮川一郎          | 土屋啓之助 | 津田亜矢子、椎名勝巳、中岡慎太郎                                     |

## 放送局
特筆の無い限り全て同時ネット
- TBS（制作局）
- 新潟放送[2]
- 中部日本放送（現・CBCテレビ）[2]